# Орловка (притока Коли)
Орло́вка (рос. Орловка) — невелика річка на Кольському півострові, протікає територією Кольського району Мурманської області, Росія. Відноситься до басейну річки Кола.
Річка бере початок з озера Коут'явр, з його південно-західної частини. Протікає спочатку на південний захід, потім повертає на північний захід. В межах Орловський озер течія спрямована на захід. Потім річка знову повертає на північний захід, але в районі сусіднього озера Мале Пулозеро повертає на південний захід. Впадає до затоки Салма озера Пулозеро. До річки впадає багато приток, найбільші з яких праві без назви довжиною 13 км (протікає через озеро Сарве) та Махкйок.
Течія протікає через такі озера як Полмик'явр, Верхнє Орловське, Середнє Орловське та Нижнє Орловське. Над річкою не розташовано населених пунктів, прокладено 2 автомобільних мости.